# Virginia (Nebraska)
Virginia és una població dels Estats Units a l'estat de Nebraska. Segons el cens del 2000 tenia 67 habitants.

## Demografia
Segons el cens del 2000, Virginia tenia 67 habitants, 31 habitatges, i 20 famílies. La densitat de població era de 258,7 habitants per km².
Dels 31 habitatges en un 19,4% hi vivien nens de menys de 18 anys, en un 54,8% hi vivien parelles casades, en un 9,7% dones solteres, i en un 32,3% no eren unitats familiars. En el 29% dels habitatges hi vivien persones soles el 9,7% de les quals corresponia a persones de 65 anys o més que vivien soles. El nombre mitjà de persones vivint en cada habitatge era de 2,16 i el nombre mitjà de persones que vivien en cada família era de 2,67.
Per edats la població es repartia de la següent manera: un 14,9% tenia menys de 18 anys, un 7,5% entre 18 i 24, un 37,3% entre 25 i 44, un 19,4% de 45 a 60 i un 20,9% 65 anys o més.
L'edat mediana era de 42 anys. Per cada 100 dones de 18 o més anys hi havia 128 homes.
La renda mediana per habitatge era de 32.679 $ i la renda mediana per família de 34.750 $. Els homes tenien una renda mediana de 27.250 $ mentre que les dones 22.000 $. La renda per capita de la població era de 17.473 $. Cap de les famílies i el 5,5% de la població estaven per davall del llindar de pobresa.

## Poblacions més properes
El següent diagrama mostra les poblacions més properes.